# Municipio de Morton (Iowa)
El municipio de Morton (en inglés: Morton Township) es un municipio ubicado en el condado de Page en el estado estadounidense de Iowa. En el año 2010 tenía una población de 199 habitantes y una densidad poblacional de 2,53 personas por km².

## Geografía
El municipio de Morton se encuentra ubicado en las coordenadas 40°41′30″N 95°18′54″O / 40.69167, -95.31500. Según la Oficina del Censo de los Estados Unidos, el municipio tiene una superficie total de 78.65 km², de la cual 78,65 km² corresponden a tierra firme y (0 %) 0 km² es agua.

## Demografía
Según el censo de 2010, había 199 personas residiendo en el municipio de Morton. La densidad de población era de 2,53 hab./km². De los 199 habitantes, el municipio de Morton estaba compuesto por el 92,96 % blancos, el 5,53 % eran afroamericanos, el 0,5 % eran asiáticos y el 1,01 % eran de una mezcla de razas. Del total de la población el 1,01 % eran hispanos o latinos de cualquier raza.